# Burdett (Kansas)
Burdett é uma cidade localizada no estado americano de Kansas, no Condado de Pawnee.

## Demografia
Segundo o censo americano de 2000, a sua população era de 256 habitantes. 
Em 2006, foi estimada uma população de 232, um decréscimo de 24 (-9.4%).

## Geografia
De acordo com o United States Census Bureau tem uma área de 
0,7 km², dos quais 0,7 km² cobertos por terra e 0,0 km² cobertos por água.

## Localidades na vizinhança
O diagrama seguinte representa as localidades num raio de 32 km ao redor de Burdett. 